# Ernest Hofstetter
Ernest Hofstetter (* 14. August 1911 in Davos; † 1. Juni 2007 nahe Argentière, Frankreich) war ein Schweizer Bergsteiger.
Hofstetter erkundete 1952 als Teil einer Schweizer Expedition eine Route zum Mount Everest, musste aber kurz vor dem Gipfel umkehren. Im folgenden Jahr gelang es Sir Edmund Hillary als ersten Menschen den Berg zu ersteigen, indem er die Route von Hofstetter benutzte. Hillary bedankte sich bei Hofstetter damals mit einem Telegramm in dem stand: To you goes half the glory (Euch gebührt die Hälfte des Ruhms). Die Route wird noch heute benutzt.
Hofstetter starb im Alter von 95 Jahren und hinterliess drei Kinder und eine Enkelin.